# Nylars
Nylars är en tätort (danska: byområde) i Bornholms regionkommun i Region Hovedstaden i östra Danmark. Orten ligger på den sydvästra delen av ön Bornholm och är kyrkby i Nylarskers socken. Den ligger vid Primærrute 38, halvvägs mellan städerna Rønne och Åkirkeby.
Tidigare har orten tillhört dåvarande Åkirkeby kommun i Bornholms amt.